# 沃特体育
福建沃特体育用品有限公司，成立于1993年，创立“VOIT”（沃特）品牌。主营篮球类体育用品，如篮球鞋、跑鞋、球衣。公司地址位于福建省莆田市。王治郅为沃特代言。